# Вторжение Юлия Цезаря в Британию
Вторже́ние Га́я Ю́лия Це́заря в Брита́нию — две военные кампании, проведённые римским полководцем Гаем Юлием Цезарем в 55 и 54 годах до н. э. Первое вторжение, состоявшееся в конце лета, было задумано либо как полноценное вторжение (в этом случае оно оказалось неудачным — римляне захватили плацдарм в районе Кента, но ничего больше), либо как разведывательная экспедиция. Второе вторжение было более успешным: римляне заключили союз с одним из вождей бриттов, Мандубракием, и вместе с ним нанесли поражение его сопернику Кассивелауну, возглавившему борьбу против римских захватчиков; хотя никакие территории не были завоёваны и удержаны Римом, был заключён союз с племенем триновантов, которые впоследствии станут союзниками римлян во время завоевания Британии, а некоторые племена Восточной Англии пообещали платить римлянам дань.

## Первое вторжение (55 год до н. э.)

### Планирование и разведка

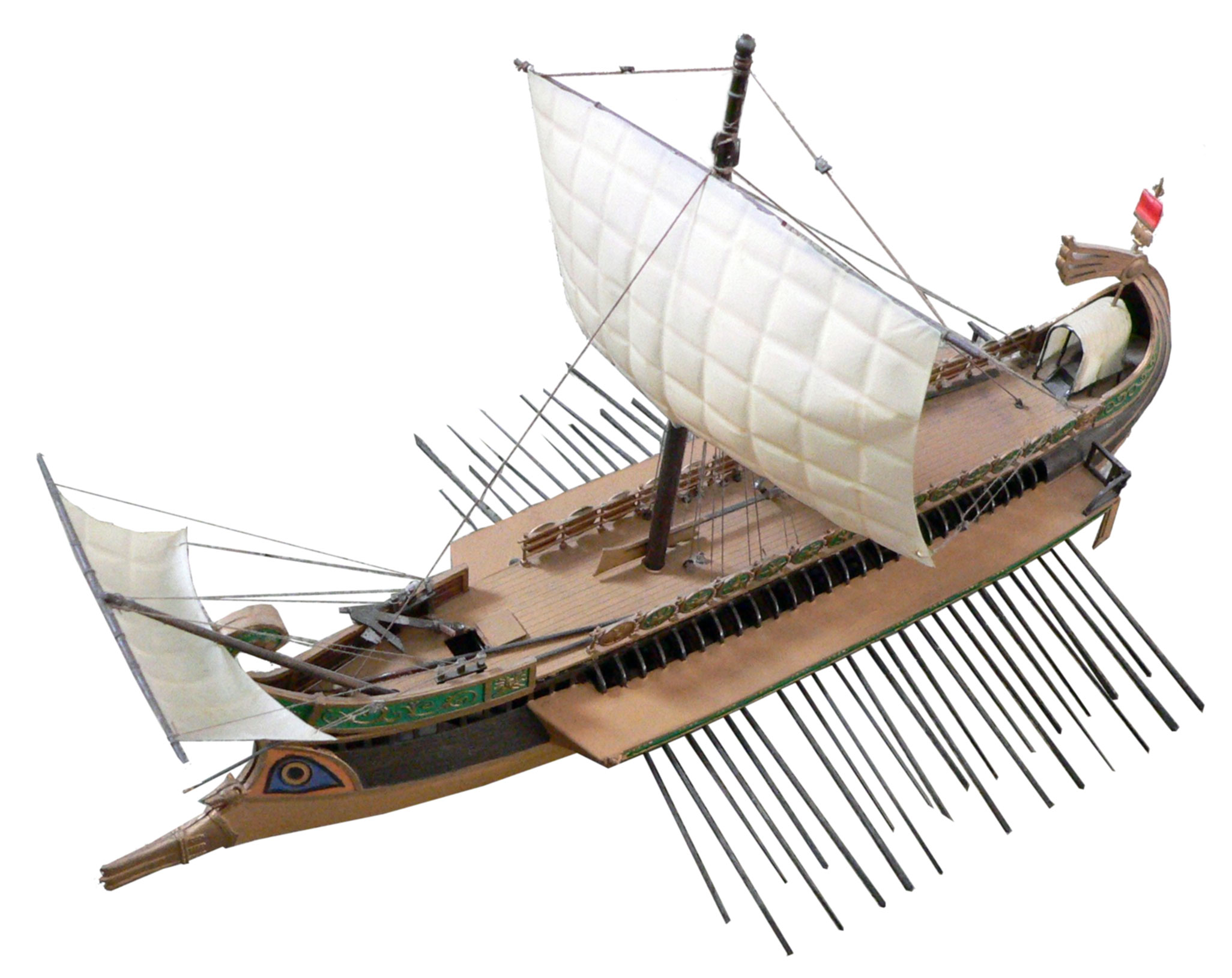
Вёсельная бирема, которая, возможно, использовалась Цезарем для экспедиции, — полностью непригодный для плавания в водах Ла-Манша с сильными приливами корабль

Во время своего завоевания Галлии Цезарь писал, что бритты поддерживали галлов в кампании на материке, сражаясь против него, посредством беглецов из числа белгов, бежавших в белгские поселения в Британии и возвращавшихся оттуда для сражений, а также венетов из Арморики, которые контролировали морскую торговлю с островом, вызывая в качестве помощи своих бриттских союзников, чтобы те сражались за них против Цезаря в 56 году до н. э. Страбон пишет, что венетское восстание в 56 году до н. э. (см. Битва при Морбиане) имело целью предотвратить вторжение Цезаря в Британию и нарушить тем самым коммерческую деятельность Рима в регионе, то есть они предполагали, что возможность британской экспедиции уже рассматривалась римлянами в это время.
В конце лета 55 года до н. э., хотя это был конец «сезона кампаний», Цезарь решил начать военную экспедицию в Британию. Он призвал к помощи торговцев, которые торговали с островом, но они были не способны или просто не желали дать ему какую-либо полезную информацию о его жителях и их военной тактике или о гаванях, которые он мог бы использовать для высадки, по-видимому, не желая терять свою монополию на торговлю в проливе Ла-Манш. Он послал в Британию трибуна Гая Волусена, чтобы разведать побережье, на одном военном корабле. Он, скорее всего, исследовал кентское побережье между сегодняшними Хитом и Сануиджем, но не смог сойти на землю, так как он «не смел покинуть свой корабль и доверить себя варварам», и после пяти дней плавания возвратился, сообщив Цезарю данные разведки, которые он сумел собрать.
К тому времени послы от некоторых бриттских государств, предупреждённые торговцами о предстоящем вторжении, прибыли к Цезарю, обещая ему подчинение. Цезарь отправил их обратно вместе со своим союзником Коммием, царём галльского племени атребатов, чтобы использовать их влияние, для подчинения римлянам такого числа других бриттских государств, какое только было возможным.
Он собрал флот, состоящий из восьмидесяти транспортных кораблей, достаточный для перевозки двух легионов (IX Испанский и X Парный), а также неизвестное число военных кораблей под командованием квестора в неназванном порту на территории моринов; почти наверняка это был Портиус Итус (ныне Булонь). Другие восемнадцать транспортных кораблей, предназначавшихся для перевозки кавалерии, вышли из другого порта — вероятно, Амблетеусы. Эти корабли, возможно, были триремами или биремами или, возможно, были созданы по аналогам венетских кораблей, которые Цезарь видел ранее, или возможно, даже были реквизированы у венетов и других прибрежных племён. Скорее всего, пребывая в состоянии сильной спешки, Цезарь оставил гарнизон в порту и отправился «в третью стражу» — около полуночи — 23 августа в Британию с легионами, оставив кавалерию следовать к своим кораблям, погрузиться на них и присоединиться к нему как можно скорее. В свете последующих событий это было либо тактической ошибкой, либо (наряду с тем, что легионы вышли без запасов снаряжения или тяжёлых осадных орудий) подтверждением того, что это вторжение не имело целью настоящее завоевание Британии.

### Высадка

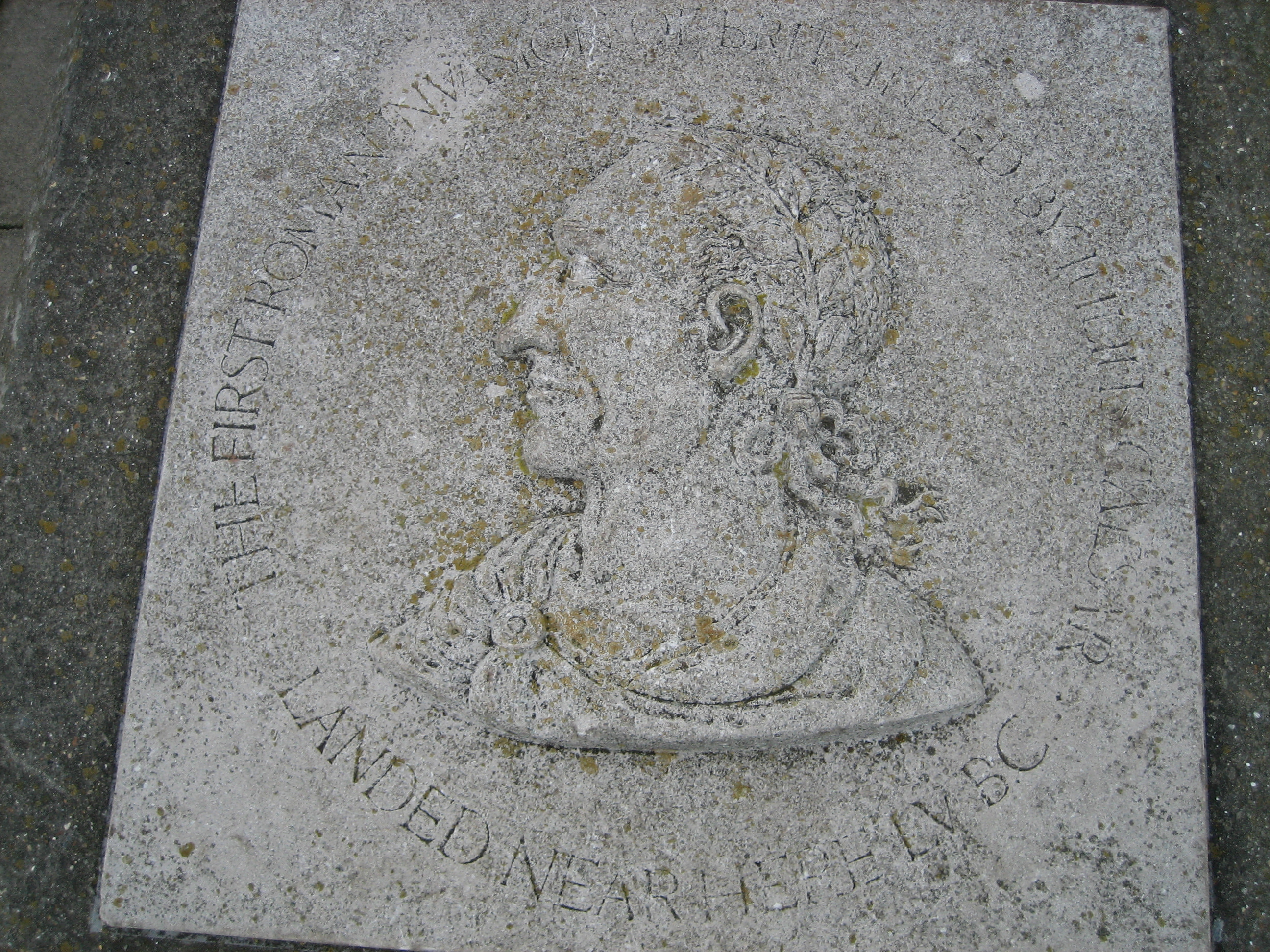
Мемориал на месте предполагаемой высадки Цезаря

Цезарь первоначально попытался высадиться в Дубрисе (современный Дувр), чья естественная гавань была, предположительно, определена Волусеном как подходящее место для высадки. Однако, когда его корабли показались в виду берега, значительные силы бриттов собрались на дальних холмах и скалах (Белые скалы Дувра), что заставило его отказаться от высадки здесь, так как скалы были так близко к берегу, что копья могли быть брошены с них на каждого, кто попробует там высадиться. До «девятого часа» (около трёх вечера — по-видимому, в ожидании того, чтобы ветер и прилив стали подходящими) прождав там на якоре и тем временем созвав военный совет, Цезарь приказал своим подчинённым действовать по собственной инициативе, а затем отвёл флот на примерно семь миль вдоль побережья к открытому пляжу. В отсутствие археологических доказательств касательно места высадки этим пляжем долгое время считался Уолмер, который находится на нужном расстоянии до побережья от Белых скал. Это привело к предположениям в XIX веке, что место высадки было в районе Дил-Кэстла — отсюда дом в этом районе под названием SPQR, — но потом возобладало мнение, что место высадки было в полумиле дальше на юг, которое сейчас отмечено специальным мемориалом.
В 2017 году британские археологи на основе новых археологических находок выдвинули гипотезу о том, что местом высадки является залив Пегуэлл (англ. Pegwell Bay).
Поскольку весь путь флота вдоль побережья отслеживался бриттскими колесницами (эсседами) и кавалерией, высадка сначала была отложена. Положение также усугубляло то, что римские суда были слишком велики, чтобы подойти ближе к берегу, и поэтому войска должны были высаживаться в глубокой воде, подвергаясь постоянной атаке противника с отмелей. Войска не хотели высаживаться, но, по свидетельству Цезаря, солдаты изменили своё мнение, увидев пример орлоносца X легиона, первым спрыгнувшего в воду у вражеского берега и своей речью ободрившего солдат.
Бритты в конце концов были оттеснены от побережья ядрами из катапульт и пращей с военных кораблей, которыми обстреливался передний фланг их строя, и римлянам удалось высадиться на берегу и обратить их в бегство. Корабли с римской кавалерией, задержанные в пути неблагоприятными ветрами, всё ещё не прибыли, поэтому преследовать и уничтожить бриттов не было возможности и Цезарь не мог наслаждаться тем, что он называл в своей обычной самодовольной манере своим «привычным успехом».

### Действия на побережье
Римляне построили лагерь (никаких археологических следов его не было найдено — в противном случае место высадки могло бы быть определено с уверенностью), принимая в нём послов и освобождённого Коммия, который был арестован, как только он приехал в Британию, но теперь был освобождён и вернулся к Цезарю. Цезарь писал, что он вёл переговоры с позиции силы и что бриттские лидеры, обвиняемые им в нападении на его войска, получили всего четыре дня на то, чтобы дать римлянам заложников (так быстро, как только они могли быть привезены из внутренних районов) и распустить свою армию. Однако после того, как корабли с его кавалерией появились в пределах видимости с берегового плацдарма, но потом были рассеяны бурей и вернулись в Галлию, испытывая нехватку продовольствия, Цезарь, уроженец «неприливного» Средиземноморья, был застигнут врасплох британскими приливами. Во время прилива его корабли были выброшены на берег заполненными водой, и его транспортные суда, стоявшие на якоре, сталкивались во время шторма друг с другом. Некоторые корабли были разрушены, а многие другие оказались непригодными к плаванию из-за потери оснастки или другого жизненно важного снаряжения, что ставило возвращение под угрозу.
Понимая это и надеясь задержать Цезаря в Британии в течение зимы и, следовательно, голодом вынудив его сдаться, бритты вновь начали атаки, устроив засаду одному из легионов, когда солдаты занимались сбором фуража возле римского лагеря. Группа фуражиров была поддержана подкреплением римских войск из лагеря, и бритты были снова обращены в бегство, но только с тем, чтобы перегруппироваться после нескольких дней бури и атаковать римский лагерь с ещё большей силой. Эта атака была отбита в полной мере, превратившись в кровавый разгром с использованием импровизированной кавалерии, которую Коммий собрал от проримских бриттов, использующей римскую тактику выжженной земли.

### Итоги
Бритты снова отправили послов, и Цезарь, хотя он удвоил число заложников, понял, что он не может больше тянуть и не хочет рисковать остаться в Британии на суровую зиму (он выступил в конце «сезона кампании», и зимнее солнцестояние приближалось), поэтому позволил им быть представленными ему в Галлии, в которую он вернулся с максимальным числом кораблей, которые могли быть восстановлены из обломков, оставшихся от крушения его кораблей. Даже тогда два племени бриттов чувствовали достаточную угрозу со стороны Цезаря и отправили к нему заложников. Два его транспортных корабля во время возвращения отделились от основного флота и где-то потерпели крушение.

### Последствия
Кампания Цезаря не была успешной. Если она была задумана как полномасштабная кампания — вторжение или оккупация, — она окончилась провалом, и даже если она рассматривалась в качестве разведки боем или демонстрации силы, чтобы предотвратить дальнейшую помощь бриттов галлам, она всё равно окончилась провалом. Тем не менее, поход в Британию как таковой принёс престиж римлянам, ввиду чего сенат постановил провести двадцатидневное supplicatio (благодарение), когда они получили отчёт Цезаря о походе.
Предлогом Цезаря к вторжению было то, что «почти во всех войнах с галлами помощь поступала к нашим врагам из этой страны». Это правдоподобно, хотя эти слова также могут быть прикрытием для получения информации о британских полезных ископаемых и экономическом потенциале: после похода Цицерон описывает разочарование от того, что на острове не было обнаружено золота или серебра; Светоний также сообщает, что Цезарь упоминал, что отправился в Британию в поисках жемчуга.

## Второе вторжение

### Подготовка
Второе вторжение было запланировано зимой 55—54 годов до н. э. на лето 54 года. Цицерон писал в письме к своему другу Гаю Требацию Тесте и его брату Квинту, которые оба служили в армии Цезаря, выражая своё волнение по поводу предстоящего похода. Он призывал Требация захватить боевую колесницу бриттов и просил Квинта составить для него описание острова. Требаций, как оказалось, не отправился в Британию, но Квинт был в армии Цезаря и написал Цицерону несколько писем оттуда, так же как и сам Цезарь.
Будучи преисполнен решимости не совершить тех же ошибок, что были им допущены в предыдущем году, Цезарь собрал большие силы, чем к его предыдущей экспедиции (пять легионов, а не два, плюс две тысячи конницы), перевозимые на кораблях, которые были построены с учётом опыта венетской технологии кораблестроения, чтобы больше подходить для пляжа высадки, чем те, которые использовались в 55 году до н. э. (то есть они были более широкие и более низкие для облегчения вытаскивания их на берег). На этот раз он называет Итий в качестве отправного пункта экспедиции.

### Отплытие и высадка
Лабиен был оставлен в Итии для наблюдения за регулярными рейсами транспортных кораблей с пищей оттуда к британскому плацдарму. К военным кораблям присоединилась флотилия торговых судов под командованием римлян и провинциалов со всей империи, а также местных галлов, надеявшихся нажиться на возможностях торговли. Кажется весьма вероятным, что число кораблей флота, указанное Цезарем (800 кораблей), включают в себя эти торговые суда и военно-транспортные корабли, а не только одни лишь военно-транспортные корабли.
Цезарь высадился в месте, которое он определил как лучшее место для высадки в предыдущем году. Бритты не оказали сопротивления высадке — очевидно, как заявил Цезарь, испуганные размерами его флота, но в равной степени это мог быть стратегический ход, чтобы выиграть время и собрать свои силы, или, возможно, это и вовсе отражало отсутствие у них озабоченности по поводу высадки римлян.

### Кентская кампания
После высадки Цезарь оставил Квинта Атрия ответственным за береговой плацдарм и предпринял незамедлительный ночной марш в двенадцать миль вглубь острова, где он столкнулся с бриттскими войсками на переправе — возможно, где-то на реке Стаур (например, в месте, которое в будущем будет называться Кентербери). Бритты напали, но были отбиты и попытались перегруппироваться в укреплённом месте в лесу (возможно, это место можно отождествить с городищем (хиллфортом) на Бигбери-Вуд, Кент), но вновь были разбиты и рассеяны. Поскольку был уже конец дня и Цезарь не слишком уверенно себя чувствовал на этой территории, он отменил приказ о преследовании бриттов и приказал разбить лагерь.
Тем не менее, на следующее утро, как он собирался двигаться дальше, Цезарь получил известие от Атрия, что его корабли на якоре снова, как и в прошлый раз, столкнулись друг с другом во время бури и им был нанесён значительный ущерб. Около сорока кораблей, по его словам, были потеряны. Римляне были непривычны к приливам и штормам Атлантики и Ла-Манша, но, тем не менее, с учётом ущерба, который он понёс в предыдущем году, это было слабой стороной планирования экспедиции со стороны Цезаря. Однако Цезарь, возможно, преувеличил число разрушенных кораблей, чтобы увеличить свою роль в спасении ситуации. Он вернулся к берегу, отозвав ушедшие вперёд легионы, и сразу же приступил к ремонту своего флота. Его люди работали день и ночь в течение примерно десяти дней, вытаскивая на берег и ремонтируя корабли и строя укреплённый лагерь вокруг них. Лабиену было направлено письмо с просьбой прислать ещё несколько кораблей.
Цезарь был на побережье 1 сентября, откуда он написал письмо Цицерону. В этот момент его должна была достичь весть о смерти его дочери Юлии, потому как Цицерон воздержался от ответа «по причине его траура».

### Продвижение вглубь страны
Цезарь вернулся к переправе через реку Стаур и обнаружил, что бритты сосредоточили там свои силы. Кассивелаун, военный вождь из мест к северу от Темзы, ранее был в состоянии войны с большинством бриттских племен. Он недавно сверг царя сильного племени триновантов и заставил их правителя Мандубракия уйти в изгнание, но теперь бритты доверили ему возглавить их объединённые силы. После нескольких нерешительных стычек, во время одной из которых римский трибун, Квинт Лаберий Дур, был убит, бритты напали на группу фуражиров из трёх легионов под командованием Гая Требония, но были отбиты и разбиты атакой римской кавалерии.
Кассивелаун понял, что он не сможет победить Цезаря в генеральном сражении. Распустив большую часть своих войск и опираясь на мобильность 4000 своих колесниц и превосходное знание местности, он использовал тактику партизанской войны, чтобы замедлить римское наступление. К тому времени, как Цезарь достиг Темзы, единственное место, где реку можно было перейти вброд, доступное ему (возможно, в Вестминстере), было укреплено заострёнными кольями как на берегу, так и под водой, и противоположный берег был также защищён. Тем не менее, Цезарь смог пересечь реку, обратить защитников в бегство и вступить на территории Кассивелауна.
Тринованты, которых Цезарь описывает как самое могущественное племя в регионе и которые недавно пострадали от рук Кассивелауна, отправили послов к Цезарю, обещая ему помощь и продовольствие. Мандубракий, который сопровождал Цезаря, был восстановлен как их король, и тринованты обеспечили римлянам поставку зерна и заложников. Ещё пять племён: ценимаги (ицены), сегонтиаки, анкалиты, биброки и касси — сдались Цезарю и показали ему расположение крепости Кассивелауна (это, возможно, было городище в Ветхампстеде), которую он подверг осаде.
Кассивелаун направил весть к своим союзникам в Кенте — Цингеториксу, Карвилу, Таксимагулу и Сеговаксу, описанным как «четыре царя кантиев», в котором просил организовать диверсионное нападение на римский плацдарм на берегу, чтобы заставить Цезаря отступить, но эта атака не удалась и Кассивелаун отправил к Цезарю послов для переговоров о сдаче. Цезарь стремился вернуться в Галлию на зиму из-за волнений там, и поэтому соглашение было заключено при посредничестве Коммия. Кассивелаун давал римлянам заложников, соглашался выплачивать ежегодную дань и обязывался не вести войну против Мандубракия или триновантов. Цезарь писал Цицерону 26 сентября, подтверждая положительный результат кампании и упоминая заложников, но не описывал никакой взятой добычи и не говорил о том, что его армия скоро должна вернуться в Галлию. Затем он покинул остров, не оставив ни одного римского солдата в Британии для обеспечения соблюдения его условий. Платил ли когда-либо Кассивелаун римлянам дань, неизвестно.

## Открытия в Британии
Отмечая британские особенности ведения войны, в частности использование колесниц, которые были незнакомы римлянам, Цезарь также стремился произвести на них впечатление, проводя дальнейшие географические, метеорологические и этнографические исследования Британии. Вероятно, он проводил их не напрямую, а через допросы и показания с чужих слов, поскольку он не проникал так далеко во внутренние районы страны, и большинство историков опасаются применять этот опыт за пределы племен, с которыми он вступал в непосредственный контакт.

### География и метеорология
Личные открытия Цезаря ограничивались восточным Кентом и долиной Темзы, но он смог описать географию и метеорологию острова. Хотя его измерения не совсем точны и могут быть чем-то обязаны Пифею, его общие выводы даже сейчас кажутся правдоподобными:
   Климат здесь более умеренный, чем в Галлии, а простуды менее суровы.

   Остров имеет треугольную форму, а одна из его сторон противоположна Галлии. Один угол этой стороны, который находится в Кенте, куда направлены почти все корабли из Галлии, [смотрит] на восток; нижний смотрит на юг. Эта сторона простирается примерно на 500 миль. Другая сторона лежит в сторону Испании и запада, частью которого является Ирландия, меньше, как считается, наполовину, чем Великобритания: но проход от нее в Великобританию на такое же расстояние, как и от Галлии. В середине этого путешествия находится остров, который называется Мона: там располагаются и несколько более мелких островов, о которых некоторые написали, что во время зимнего солнцестояния там ночь длится тридцать дней подряд. В своих расспросах по этому вопросу мы ничего не выяснили, за исключением того, что по точным измерениям с помощью воды мы видели, что ночи там короче, чем на континенте. Протяженность этой стороны, по их подсчетам, составляет 700 миль. Третья сторона ведет к северу, у нее нет никакой земли напротив, но угол этой стороны смотрит, в основном, на Германию. Эта сторона около 800 миль в длину. Таким образом, весь остров составляет около 2000 миль по окружности.
До походов Цезаря римлянам не было известно ни о гаванях, ни о других местах высадки на берег, поэтому ему удалось сделать открытия, представляющие интерес для римских военных и торговых кругов. Разведывательное путешествие Волусена до первой экспедиции, по-видимому, выявило естественную гавань в Дубрисе (Дувр), хотя Цезаря отговорили от высадки там и заставили высадиться на открытый пляж, как он это сделал в следующем году, возможно потому, что Дувр был слишком мал для него. Большие природные гавани, расположенные выше по побережью Рутупии (Ричборо), которые использовались Клавдием для его вторжения 100 лет спустя, не использовались ни в том, ни в другом случае. Цезарь мог не знать о них или, может быть, решил не использовать их, или они не подходили для укрытия и высадки таких большой сил в то время.

### Первичные источники
- Гай Юлий Цезарь. Записки о Галльской войне, IV—V.
- Дион Кассий. Римская история, XXXIX—XL.

### Вторичные источники
- Хлевов А. А. Глава VI. На берегах Ла-Манша и Атлантики. Морские войны Цезаря // Морские войны Рима. — СПб.: Издательство СПбГУ, 2005. — 496 с. — (Res Militaris). — 1000 экз. — ISBN 5-288-03738-8.
- Хенниг, Рихард. Глава 36. Поход Цезаря в Британию (55—54 гг. до н. э.) // Неведомые земли. В 4-х томах = Von rätselhaften Ländern. — М.: Издательство иностранной литературы., 1961. — Т. I. — 518 с.
- Bunson, Matthew. Encyclopedia of the Roman Empire. — Infobase Publishing, 2014. — ISBN 978-1-4381-1027-1.
- Haywood, John. The Celts: Bronze Age to New Age. — Routledge, 2014. — ISBN 978-1-317-87017-3.
- Snyder, Christopher A. The Britons. — John Wiley & Sons, 2008. — ISBN 978-0-470-75821-2.